# Verdrag van Florence (1844)

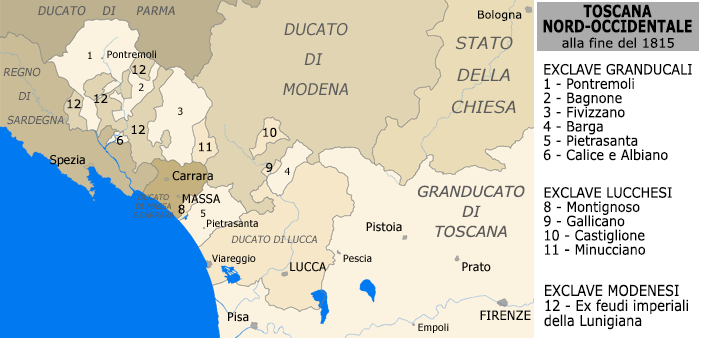
Noordwest-Toscane eind 1815 (in 1829 werd het hertogdom Massa en Carrara geannexeerd door dat van Modena en Reggio)

Het Verdrag van Florence van 28 november 1844 was een geheime overeenkomst tussen de regeringen van het groothertogdom Toscane, het hertogdom Modena en Karel Lodewijk van Bourbon-Parma, hertog van Lucca en later hertog van Parma en Piacenza. Het doel van het verdrag was:
1. de aanpassing van de territoriale beschikkingen en compensaties zoals vastgelegd in 1815 door het Congres van Wenen en
2. een normalisering van de grenzen tussen de drie staten in het gebied van Lunigiana, Garfagnana, de kust met uitzicht op de Apuaanse Alpen en Emilia, waar de grenzen grillig waren en er meerderen enclaves lagen.

Het Congres van Wenen in 1815 en het Congres van Parijs in 1817 wezen de hertogdommen Parma, Piacenza en Guastella voor het leven toe aan Marie Louise van Oostenrijk, de tweede echtgenote van Napoleon Bonaparte en de derde neef van hertog Frans V van Modena.
Na de dood van de hertogin moesten de Stati Parmensi teruggegeven worden aan de legitieme soevereinen: de leider van de familie Bourbon-Parma (aanvankelijk de infante van Spanje Maria Louisa van Bourbon, daarna haar zoon Karel Lodewijk), die inmiddels was benoemd tot hertog van Lucca en die de gebieden van de voormalige republiek Lucca in bezit had genomen. Deze republiek was in juni 1805 opgeheven door Napoleon. Het Congres van Wenen had tevens de groothertog van Toscane het recht gegeven in dat geval het hertogdom Lucca te annexeren. In dat geval moest de hertog van Modena territoriaal gecompenseerd worden. De hertog van Modena was al de wettige erfgenaam van het hertogdom Massa en Carrara, destijds bestuurd door zijn moeder Maria Beatrice d'Este. Deze successie trad in 1829 op. 
Na lange onderhandelingen in Florence besloten  de vertegenwoordigers van de regeringen van Toscane, Modena en Lucca op 28 november 1844 in aanwezigheid van de ambassadeurs van het koninkrijk Sardinië en het keizerrijk Oostenrijk om na bijna dertig jaar wijzigingen aan te brengen in de verdragen van Wenen en Parijs. Dit gebeurde buiten medeweten van de hertogin van Parma. Vastgelegd werd dat de overdracht van Parma aan het huis Bourbon-Parma en de overdracht van Lucca aan Toscane gelijktijdig zouden plaats vinden. 
Bij de gebieden die Toscane aan Modena moest afstaan, waren het vicariaat van Fivizzano in Lunigiana en de volgende exclaves van Lucca: Gallicano, Minucciano, Castiglione en Montignoso (de laatste met het Porta-meer). Daarentegen zag Modena af van de vicariaten  Pietrasanta en Barga (zonder het gebied ten noorden van de Apenijnen), waarvan de annexatie ook was voorzien door de Slotakte van het Congres van Wenen.
In ruil voor die afstand door Modena, zou Toscane al zijn exclaves in Lunigiana, behalve Fivizzano, aan Parma afstaan (Pontremoli, Bagnone, Groppoli, Lusuolo, Terrarossa, Calice, Albiano, enz.). Parma zou op zijn beurt het voormalige hertogdom Guastalla aan Modena afstaan. Daardoor zou hij zijn titels moeten beperken tot hertog van Parma en Piacenza.
Daarnaast voorzagen de artikelen van het verdrag erin dat de twee hertogdommen hun grens zouden normaliseren door onderling gebiedsdelen te ruilen langs de rivier de Enza: delen van het gebied van Brescello, Poviglio, Gattatico, delen van de huidige gemeente Canossa en delen van de Riddervallei zouden aan Modena worden afgestaan, terwijl Scurano en Bazzano aan Parma zouden komen. Om de respectieve enclaves in Lunigiana te elimineren, moesten de voormalige groothertogelijke leengoederen Calice, Albiano, Riccò en Terrarossa, die door een ander artikel van het verdrag aan Parma waren verleend, naar Modena gaan; ze werden ingeruild voor de voormalige keizerlijke leengoederen Treschietto, Villafranca, Castevoli en Mulazzo, die sinds eind 1815 in het bezit waren van Modena, die in plaats daarvan overgingen naar Parma.

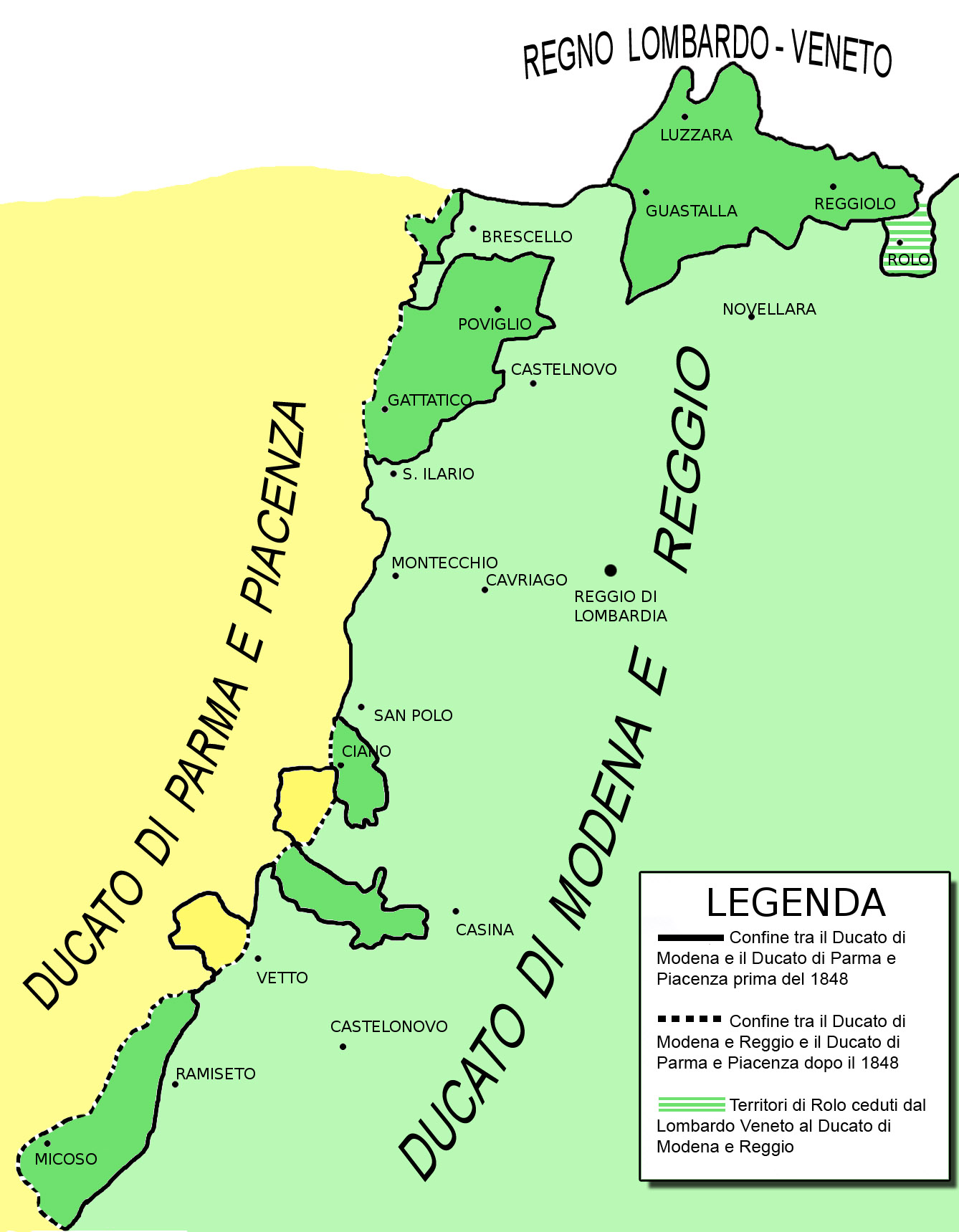
Uitwisseling van gebieden in Emilia tussen het hertogdom Parma en Piacenza en dat van Modena en Reggio

In september 1847 werden er in Lucca van hertog Karel Lodewijk liberale hervormingen verlangd, zoals die in Toscane al waren ingevoerd. Na een eerste weigering en ondanks enige overeengekomen concessies kon de hertog de druk niet langer weerstaan en vluchtte naar Modena. Hier werd door hem de Raad van State omgezet in een Regentschapsraad.
Op 9 oktober 1847 deed Karel Lodewijk afstand van de troon ten gunste van Leopold II van Toscane, die hem een ruim pensioen toekende totdat hij de troon van Parma zou bestijgen. Dit gebeurde al snel op 17 december 1847 door het plotseling overlijden van hertogin Maria Louise.
De uitvoering van het verdrag en de reacties van de bevolking werden geen verrassing voor de drie vorsten. 
- In Lucca werd de vrees van de bevolking om het slachtoffer te worden van een koehandel weggenomen door de verzoenende houding van groothertog Leopold II.
- In Pontremoli en Fivizzano (Lunigiana) accepteerde de bevolking niet van harte dat het goedhartige bewind moest worden ingewisseld tegen de tirannie van Bourbon-Parma en Oostenrijk-Este.
- De gemeente Pontremoli protesteerde tegen de overdracht aan Parma en stuurde een afvaardiging naar Leopold II. De bevolking dreigde zelfs de stad in brand te steken in navolging van het voorbeeld van Moskou (1812).
- In Fivizzano werden de inwoners tijdens de opstand hardhandig onderworpen en onderdrukt door de troepen van Modena.

Geconfronteerd met deze ontwikkelingen verzochten de Toscanen groothertog Leopold II de oorlog te verklaren aan de twee buurstaten. Om een conflict te vermijden en het gebied te behouden, bood Leopold II een hoge financiële compensatie aan de twee hertogen als zij afzagen van enige annexatie. Het voorstel werd geaccepteerd door Karel II van Parma vanwege zijn hoge schuldenlast, maar geweigerd door Frans V van Modena.
Uiteindelijk werd het verdrag uitgevoerd onder druk van Oostenrijk. De troepen van Parma en Modena konden de gebieden bezetten die door Toscane waren afgestaan.